# Burial Ground
Burial Ground deveti je studijski album švedskog death metal-sastava Grave. Diskografska kuća Century Media Records objavila ga je 14. lipnja 2010.

## Popis pjesama
Tekstovi: Ola Lindgren, osim gdje je navedeno drugačije. 
| 1.    | »Liberation«         |                       | 3:40 |
| 2.    | »Semblance in Black« |                       | 4:20 |
| 3.    | »Dismembered Mind«   | Lindgren, Matti Kärki | 6:05 |
| 4.    | »Ridden with Belief« |                       | 4:06 |
| 5.    | »Conquerer«          |                       | 4:45 |
| 6.    | »Outcast«            |                       | 3:40 |
| 7.    | »Sexual Mutilation«  |                       | 4:02 |
| 8.    | »Bloodtrail«         |                       | 4:05 |
| 9.    | »Burial Ground«      |                       | 7:23 |
| 42:06 |                      |                       |      |

## Zasluge
Grave
- Fredrik Isaksson – bas-gitara
- Magnus Martinsson – gitara
- Ola Lindgren – gitara, vokal, produkcija, snimanje, miks, mastering
- Ronnie Bergerstål – bubnjevi, produkcija, snimanje, miks, mastering

Dodatni glazbenici
- Karl Sanders – solo-gitara (na pjesmi "Bloodtrail")

Ostalo osoblje
- Costin Chioreanu – grafički dizajn, umjetnički smjer, dizajn